# Dimitri Mitrópoulos
Dimitri Mitrópoulos (Δημήτρης Μητρόπουλος, Dimítris Mitrópoulos, Atenas, 1 de marzo de 1896 - Milán, 2 de noviembre de 1960) fue un pianista, compositor y director de orquesta griego naturalizado estadounidense, uno de los más prestigiosos directores de orquesta del siglo XX.

## Biografía
Era hijo de Yannis y Angeliki Mitropoulos. Musicalmente precoz, estudió en los conservatorios de Atenas, Bruselas y Berlín (con Ferruccio Busoni). Fue preparador vocal y asistente de Erich Kleiber en la Staatsoper Unter den Linden. Compuso la ópera Sor Beatriz en 1919 que fue puesta en escena en Atenas.
En 1930, al frente de la Orquesta Filarmónica de Berlín dirigió y ejecutó el Tercer concierto para piano de Prokófiev, uno de los primeros en cumplir las dos funciones en la era moderna.
En 1936 debutó en Estados Unidos con la Orquesta Sinfónica de Boston, pasando a ser el director principal entre 1937 y 1949 de la Orquesta Sinfónica de Mineápolis. En 1946 se naturalizó ciudadano estadounidense.
En 1949 comenzó una fructífera relación con la Orquesta Filarmónica de Nueva York, conquistando el puesto de director de la entidad en 1951. Mitropoulos atrajo nuevos públicos, encargó obras y fue un paladín en la difusión de la obra de Gustav Mahler. En 1957 fue sucedido por su protegido Leonard Bernstein.
Como director de óperas de Mozart, Alban Berg, Verdi, Puccini y de Elektra de Richard Strauss, se destacó en el Metropolitan Opera de Nueva York, donde prácticamente fue el director principal entre 1954-1960. Debutó dirigiendo Salomé con Christel Goltz en 1954 y la temporada siguiente a Marian Anderson en su famosa actuación en la sala como Ulrica en Un ballo in maschera, a Renata Tebaldi, Zinka Milanov y Maria Callas en Tosca (1958), a George London en Borís Godunov, a Leonard Warren en Simon Boccanegra, a Leonie Rysanek en Macbeth. En 1958 dirigió el estreno mundial de la ópera Vanessa de Samuel Barber.
También actuó en La Scala y en el Festival de Salzburgo, donde dirigió un célebre Don Giovanni y Elektra.
Estrenó el concierto de piano de Ernst Krenek y su labor pionera en la difusión de la Segunda Escuela de Viena es hoy revalorada.
Poseía memoria fotográfica que le permitía dirigir sin partitura, no usaba batuta, sino gestos grandilocuentes. Ferviente devoto de la Iglesia ortodoxa griega, llevó una vida ascética y monacal (sus tíos eran monjes en el Monte Athos). Era homosexual y nunca se casó.
Murió de un infarto mientras ensayaba la Tercera Sinfonía de Mahler en Milán, a los 64 años de edad.
En su honor se creó el Concurso Dmitri Mitropoulos para directores de orquesta.

## Discografía de referencia
- Bach: Piano Concerto Bwv 1052, Goldberg Variations / Glenn Gould, Mitropoulos
- Barber: Vanessa / Mitropoulos, Steber, Gedda
- Beethoven, Brahms: Violin Concertos / Heifetz
- Beethoven: Symphony No 2; Brahms Violin Concerto / Mitropoulos
- Berg: Wozzeck / Marck Harrell, Eileen Farrell, 1951 NY
- Berlioz: Grande Messe Des Morts Op 5 / Mitropoulos, Simoneau
- Berlioz: Symphonie Fantastique; Schoenberg: Verklärte Nacht / Mitropoulos
- Brahms: Symphony No 3; Borodin Symphony No 2 / Mitropoulos
- Busoni/Petri: Complete Original Recordings
- Dvorak: Symphony No 9, Etc / Pomerantz, Mitropoulos
- Mahler: Symphonies No 3 & 8 / Mitropoulos, Nypo, Vienna Po
- Mahler: Symphony No 3 / Mitropoulos
- Mahler: Symphony No 1 / Mitropoulos, New York Philharmonic
- Mahler: Symphony No 6 / Köln
- Mahler: Symphony No 8 / Mitropoulos, Coertse, Zadek
- Mendelssohn, Brahms: Violin Concertos / Szigeti
- Mendelssohn: Symphonies; Couperin / Dimitri Mitropoulos
- Mozart: Don Giovanni / Mitropoulos, Cesare Siepi, Elisabeth Grümmer, Lisa della Casa, Salzburgo
- Mozart: Piano Concertos 24 & 27 / Casadesus, Mitropoulos
- Prokofiev: Romeo & Julieta / Mitropoulos
- Puccini: La Fanciulla Del West / Mitropoulos, Eleanor Steber, Del Monaco
- R. Strauss: Elektra / Mitropoulos, Inge Borkh, Jean Madeira, Lisa Della Casa, Salzburgo
- R. Strauss: Elektra / Mitropoulos, Astrid Varnay, Nicolaidi, Carnegie Hall 1949
- Schumann: Symphony No 1; Strauss: Symphony Doméstica / Mitropoulos
- Schönberg: Quartet No 2; Siegmeister / Varnay, Mitropoulos
- Schönberg: Violin Concerto; Prokofiev: Symphony No 5
- Schönberg: Erwartung
- Shostakovich; Tchaikovsky: Violin Concertos / Oistrakh
- Strauss: Tod Und Verklärung / Mitropoulos
- Verdi: Ernani / Mitropoulos, Cerquetti, Del Monaco, Et Al
- Verdi: La Forza Del Destino / Mitropoulos, Di Stefano, Renata Tebaldi, Simionato
- Verdi: Un Ballo In Maschera / Warren, Zinka Milanov, Marian Anderson.
- Great conductors of the XX century / Dmitri Mitropoulos, EMI